# Girolamo Riario
Girolamo Riario (1443 - 14 april 1488) was heer van Imola (vanaf 1473) en Forlì (vanaf 1480). Hij was een broer van Pietro Riario, kardinaal-nepoot van paus Sixtus IV, eigenlijke naam Francesco della Rovere, een oom van de broers Riario. Girolamo diende als kapitein-generaal van de Kerk ofwel bevelhebber van het pauselijke leger. Hij zou hebben deelgenomen aan de Pazzi-samenzwering in 1478 tegen de familie 'de Medici. Tien jaar later werd hij vermoord door leden van de familie Orsi, die uit Forlì afkomstig was.

## Levensloop
Riario werd geboren in Savona als zoon van Paolo Riario en Bianca della Rovere, een zuster van de latere paus Sixtus IV. Deze schonk in 1473 de stad Imola in leen aan Riario als onderdeel van diens huwelijk met Catherina Sforza, buitenechtelijke dochter van Galeazzo Maria Sforza, graaf van Milaan. In 1471 verkreeg Riario zijn functie als kapitein-generaal van de Kerk.
In 1478 was hij een van de mannen achter de samenzwering van de familie Pazzi en andere prominenten, om de twee feitelijke machthebbers van Florence te vermoorden, Lorenzo en Giuliano de' Medici. Giuliano werd gedood, Lorenzo slechts gewond. Een aantal van de samenzweerders moest dit met de dood bekopen.
In 1480 benoemde Sixtus Riario tot graaf van Forlì, nadat dit graafschap van de Ordelaffi-familie was afgenomen. Bij Forlì bouwde Riario een groot kasteel genaamd Rocca di Ravaldino, een van de meest strategische forten in de Romagna. Hij bouwde paleizen in Imola en schonk vele kunstwerken aan die stad. Na een aantal mislukte aanslagen op zijn leven slaagde een sluipmoord, gepleegd door twee gebroeders Orsi uit Forlì, naar het zich liet aanzien vanwege een financieel conflict. Girolamo werd opgevolgd door zijn minderjarige zoon Ottaviano, onder regentschap van diens moeder Catherina Sforza, bekend als 'de tijgerin van Forlì'.

## In moderne media
- In de tv-serie Da Vinci's Demons uit 2013 wordt Riario neergezet door acteur Blake Ritson. In de serie is Riario de aartsvijand van Leonardo da Vinci.